# Arthrophytum
Arthrophytum es un género de plantas fanerógamas pertenecientes a la familia Amaranthaceae. Comprende 30 especies descritas y de estas, solo 8 aceptadas.

## Taxonomía
El género fue descrito por Alexander Gustav von Schrenk y publicado en Bulletin de la Classe Physico-Mathématique de l'Académie Impériale des Sciences de Saint-Pétersbourg 3: 211. 1845. La especie tipo es: Arthrophytum subulifolium Schrenk

## Especies aceptadas
A continuación se brinda un listado de las especies del género Arthrophytum aceptadas hasta octubre de 2012, ordenadas alfabéticamente. Para cada una se indica el nombre binomial seguido del autor, abreviado según las convenciones y usos.
- Arthrophytum balchaschense (Iljin) Botsch.
- Arthrophytum betpakdalense Korovin & Mironov
- Arthrophytum iliense Iljin
- Arthrophytum korovinii Botsch.
- Arthrophytum lehmannianum Bunge
- Arthrophytum longibracteatum Korovin
- Arthrophytum pulvinatum Litv.
- Arthrophytum subulifolium Schrenk